# Jonathan Brownlee
Jonathan Brownlee född 30 april 1990 i Bramhope, är en brittisk triathlet. Brownlee tog brons vid de olympiska spelen i London 2012, en tävling där hans bror Alistair Brownlee tog guld. Vid olympiska sommarspelen 2016 tog han silver efter brodern Alistair.
Johnathan Brownlee har förutom den olympiska titeln även ett flertal guldmedaljer i världsmästerskapen, främst i lag och sprint.